# Однажды в Ирландии
«Однажды в Ирландии» (оригинальное название «The Guard» — обиходное англоязычное название сотрудника ирландской полиции, от ирл. garda) — чёрная трагикомедия, снятая кинорежиссёром и сценаристом Джоном Майклом Макдонахом с Бренданом Глисоном и Доном Чидлом в главных ролях. Мировая премьера фильма состоялась 20 января 2011 года на 27-м кинофестивале «Сандэнс». В России фильм вышел 24 ноября 2011 года. Картина быстро получила известность, став в момент выхода самым коммерчески успешным ирландским фильмом с кассовыми сборами в 5 359 774 долларов, превзойдя «Ветер, который качает вереск» (2006).

## Сюжет
Сержант Джерри Бойл — офицер Гарда Шихана в Коннемаре, на западе Ирландии. Он груб и конфликтен, регулярно балуется наркотиками и алкоголем даже на службе. Но у него есть и светлая сторона: он заботится о своей больной матери Эйлин.
Бойл и его новый подчинённый Эйдан Макбрайд расследуют убийство, при этом улики указывают на оккультного серийного убийцу. Вскоре после этого Бойл принимает участие в брифинге агента ФБР Уэнделла Эверетта, прибывшего в Ирландию для пресечения поставки крупной партии наркотиков, сопровождаемой четырьмя ирландскими наркоторговцами во главе с Фрэнсисом Шихи-Скеффингтоном. На одной из фотографий членов банды Бойл узнаёт убитого.
Тем временем Макбрайд останавливает машину, в которой едут Шихи и его сообщники Клайв Корнелл и Лиам О’Лири. В результате Макбрайда убивают. Жена Макбрайда Габриэла сообщает о его исчезновении Бойлу, который обещает разобраться с этим.
Строгий Эверетт и нестандартный Бойл объединились, чтобы выследить Шихи и его людей, но, в то время как Эверетт совершает обходы, сталкиваясь с языковыми трудностями и не желающими сотрудничать жителями, Бойл проводит время с парой проституток в одном из отелей города. На обратном пути из отеля Бойл замечает служебную машину Макбрайда на «месте самоубийств» у побережья, но не верит, что Макбрайд мог покончить с собой. Габриэла говорит, что её брак с Эйданом — фиктивный. Габриэле, иммигрантке из Хорватии, был нужен вид на жительство, а Эйдану, являвшемуся геем, требовался «респектабельный вид».
Встречаясь с Эвереттом в местном баре, Бойл замечает камеру видеонаблюдения и вспоминает, что первоначальный подозреваемый в деле об убийстве утверждал, что посещал тот же бар во время убийства. Просматривая видео с места убийства, Эверетт замечает Шихи и Корнелла. Тем временем Корнелл платит инспекторам Гарды, чтобы те не расследовали дело. Шихи полагает, что от Бойла не удастся так просто отделаться — ни шантаж, ни подкуп на него не действуют.
Благодаря подсказке мальчика Юджина Бойл обнаруживает тайник с оружием, спрятанный ИРА в болоте, и организует возвращение оружия членам ИРА. После того, как последнее желание матери Бойла — услышать живой концерт паб-группы — сбылось, она умирает.
Встретившись с Бойлом в баре, Эверетт говорит, что источники в Гарде указывают на то, что груз Шихи будет доставлен в графство Корк, куда Эверетт незамедлительно выезжает. Вернувшись домой, Бойл сталкивается в своей гостиной с О’Лири. Разговорив его, Бойл неожиданно выхватывает «дерринджер» и убивает его. Он звонит Эверетту и говорит, что наводка по графству Корка — это приманка, подстроенная коррумпированными полицейскими. Сам Бойл едет в местный док, где на самом деле причалило судно Шихи. Приезжает Эверетт и прикрывает Бойла, который направился арестовать Шихи и Корнелла. Бойл убивает Корнелла, прежде чем прыгнуть на лодку, чтобы разобраться с Шихи. Эверетт в результате стрельбы поджигает лодку. Бойл стреляет в Шихи и оставляет его умирать в каюте, затем лодка взрывается.
На следующий день Эверетт смотрит на место, где затонула лодка, полагая, что Бойл мёртв. Юджин, стоящий рядом, упоминает, что Бойл был хорошим пловцом, занявшим четвёртое место на дистанции 1500 м на летних Олимпийских играх 1988 года, но Эверетт не верит этому. Он вспоминает реплику Бойла, что покровители Шихи не забудут провала, и что Бойл должен будет исчезнуть.

## В ролях
| Актёр              | Роль                             |
| ------------------ | -------------------------------- |
| Брендан Глисон     | сержант Джерри Бойл              |
| Дон Чидл           | агент ФБР Уэнделл Эверетт        |
| Лиам Каннингем     | Фрэнсис Шихи                     |
| Дэвид Уилмот       | Лиам О'Лири                      |
| Марк Стронг        | Клайв Корнелл                    |
| Фионнула Флэнаган  | Эйлин Бойл                       |
| Доминик МакЭллигот | Ифа О'Кэррол                     |
| Пэт Шорт           | Колум Хеннесси                   |
| Майкл Ог Лэйн      | Юджин                            |
| Оуэн Шарп          | Билли Дивейни                    |
| Лоуренс Кинлан     | фотограф                         |
| Рори Кинэн         | полицейский Гарды Эйдан Макбрайд |
| Сара Грин          | Шинейд Маллиган                  |
| Катарина Час       | Габриэла Макбрайд                |
| Дэррен Хили        | Джимми Муди                      |
| Гари Лайдон        | инспектор Гарды Джерри Стэнтон   |

## Производство
Съёмки фильма начались 29 октября 2009 года в деревне Леттермор (графство Голуэй, провинция Коннахт).

## Критика
На сайте Rotten Tomatoes фильм имеет рейтинг 94 %, основанный на 133 рецензиях кинокритиков — 125 «свежих» и 8 «гнилых», и пользовательский рейтинг 81 %, а также занимает 27-е место в списке 100 лучших фильмов 2011 года. На сайте Metacritic фильм имеет рейтинг 78/100 на основе 29 в целом благоприятных (27 положительных и 2 смешанных) отзывов критиков, а пользовательский рейтинг при этом составляет 7,3/10; также на данном сайте фильм занимает 48-е место в списке лучших картин 2011 года.